# Eupithecia carnea
Eupithecia carnea är en fjärilsart som beskrevs av W. Warren 1902. Eupithecia carnea ingår i släktet Eupithecia och familjen mätare. Inga underarter finns listade i Catalogue of Life.